# در جای من
«در جای من» (به انگلیسی: In My Place) نام آهنگی از گروه کلدپلی در سبک آلترناتیو راک از آلبوم یورشی از خون به سر است. همهٰ اعضای گروه در نوشتن این آهنگ مشارکت داشته‌اند.